# George Constantine
George Constantine, né le 22 février 1918 à Southbridge (Massachusetts) et décédé le 7 janvier 1968 dans la même ville, était un pilote automobile américain, essentiellement en voitures de sport sur circuits.

## Biographie

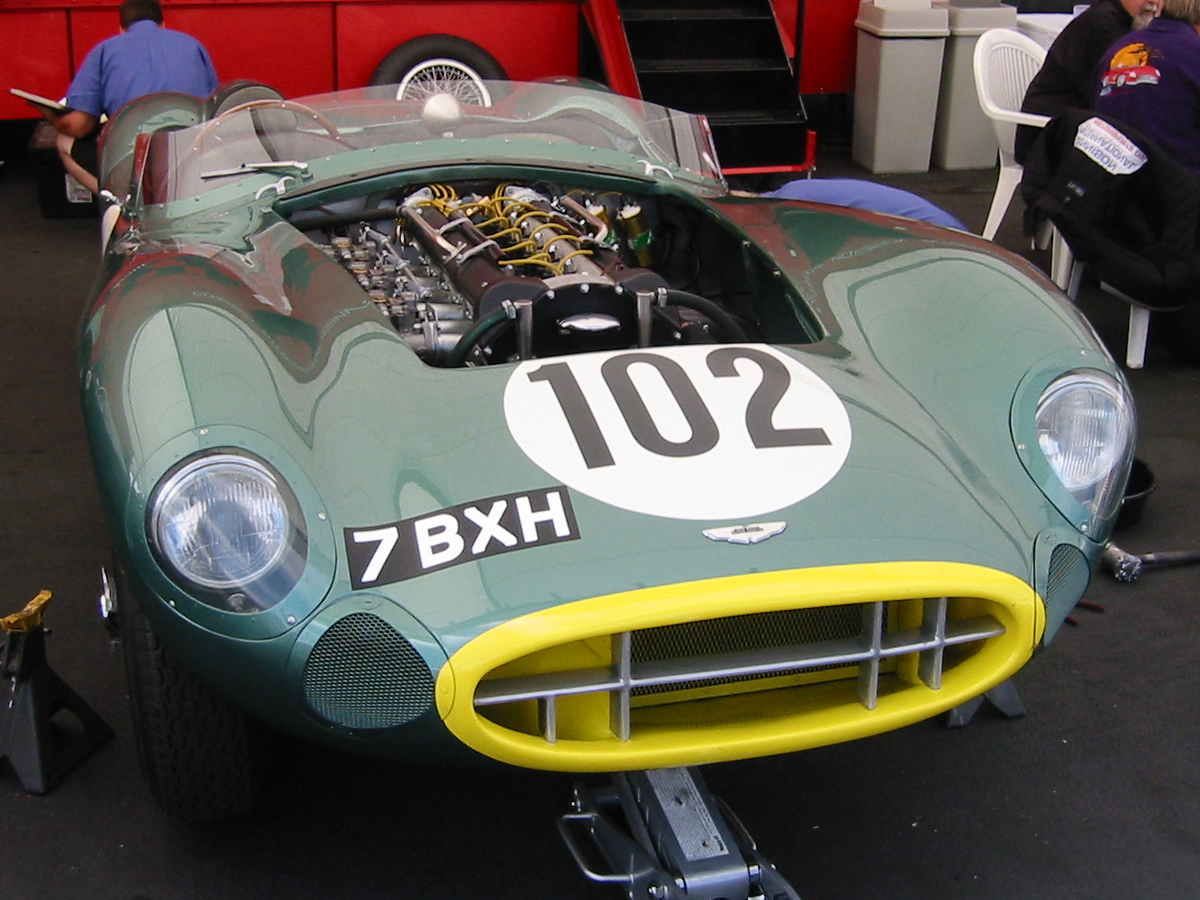
Une Aston Martin DBR2 "Monterey".

Sa carrière en compétition s'étala entre 1953 et 1962, pour 108 courses nationales et 17 victoires. Il participa au SCCA National Sports Car Championship (compétition créé en 1951) annuellement durant toutes ses années, sauf en 1962. Sa première voiture fut essentiellement une Jaguar XK120, de 1953 à 1956, puis il évolua alternativement sur la Jaguar Type D et sur l'Aston Martin DBR2/1 qui lui apporta la majorité de ses victoires.
Il remporta les 6 Heures de Watkins Glen en 1956 (sur Jaguar Type D pour le compte de Mary L. Constantine, à 38 ans, la course étant alors réduite de moitié comme lors de la première édition de 1948) et 1961 à 43 ans (sur Ferrari 250 TR 59 de l'équipe John T. Bunch).
Il fut vice-champion sur route des États-Unis (USAC Road Racing) en 1958 sur la DBR2, puis il participa au Grand Prix des États-Unis 1959 sur Cooper T45 (Climax)-Borgward pour le compte de l'écurie de Mike Taylor (surchauffe d'un cylindre). La même année 1959 il remporta le trophée de Nassau aux Bahamas, et en championnat US des voitures de sport Lime Rock Park, Aéroport régional de Montgomery et Thompson Speedway Motorsports Park avec le team d'Elisha Walker. En 1960 il s'imposa encore à Lime Rock et à Thompson, avec l'écurie Kelso Auto Dynamics cette fois.
Il récolta de nombreux lauriers SCCA toud les ans sur le Thompson International Speedway de 1955 à 1961 (Connecticut), épreuves organisées par la New England Region SCCA.
Pour sa dernière course en 1962, Constantine finit 5e des 3 Heures de Daytona.

## Distinction
- USSC Driver of the Year en 1959 (avec Walt Hansgen).